# Carl Theodor in Bayern

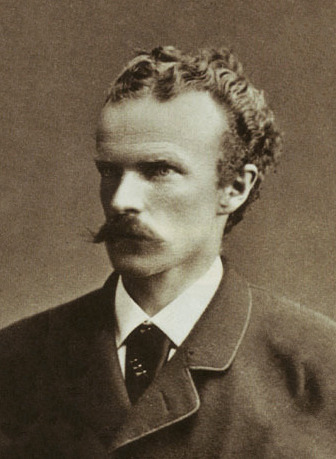
Carl Theodor Herzog in Bayern

Carl Theodor Herzog in Bayern (* 9. August 1839 in Possenhofen; † 30. November 1909 in Kreuth) war ein bekannter deutscher Augenarzt aus dem Haus der Herzöge in Bayern sowie der Schwiegervater des belgischen Königs Albert I. und des bayerischen Kronprinzen Rupprecht.

## Leben

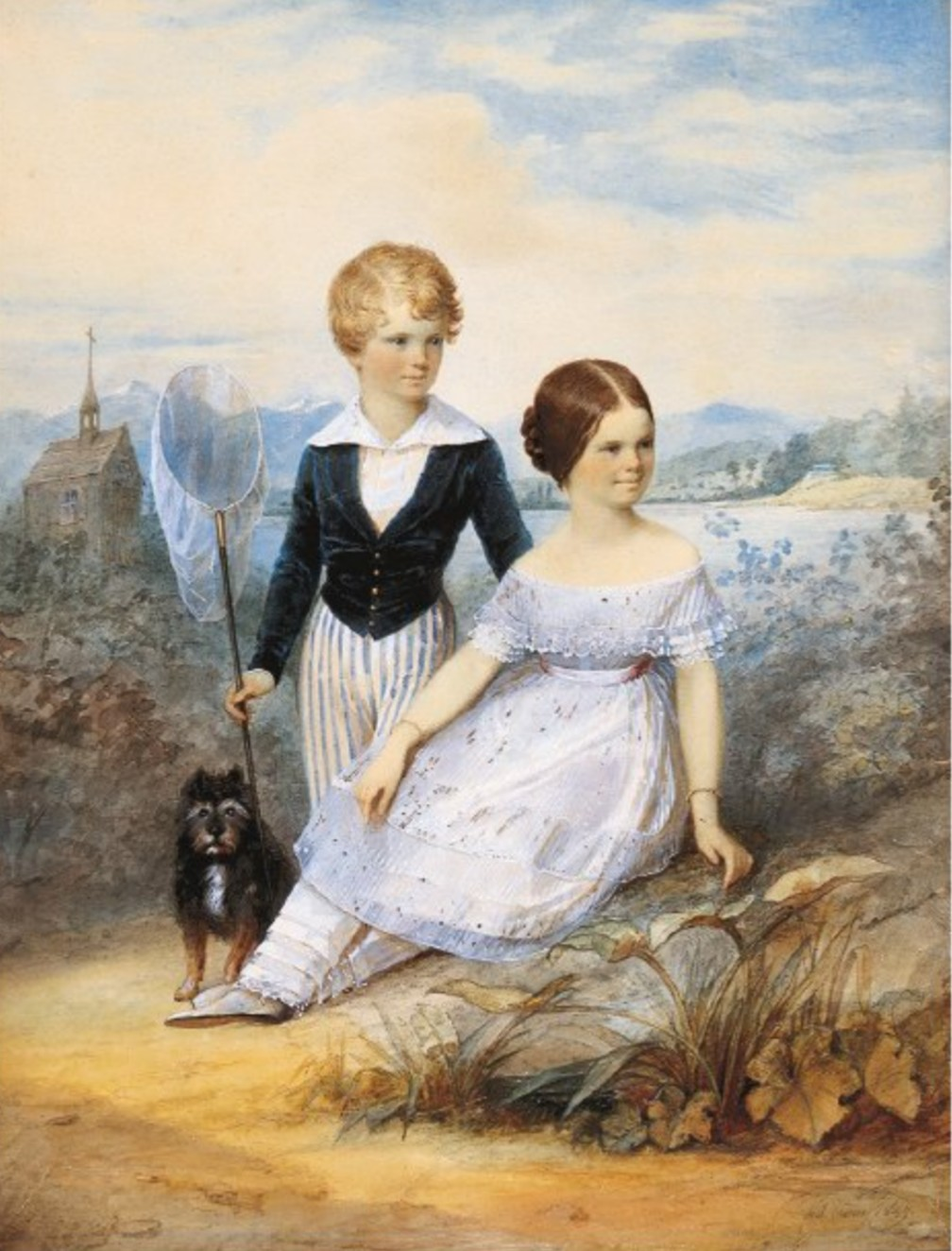
Carl Theodor mit seiner Schwester Elisabeth und Hund „Bummerl“ in Possenhofen

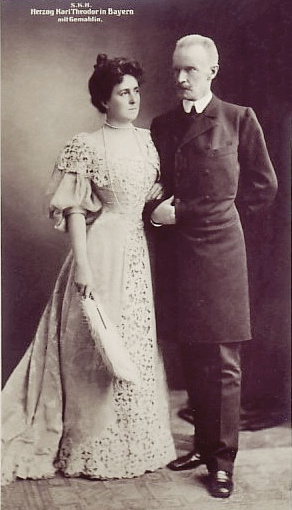
Herzog Carl Theodor mit Gattin Marie José von Portugal

Carl Theodor war ein Sohn von Max in Bayern und der bayerischen Königstochter Ludovika. Seine Schwester Elisabeth („Sisi“) war mit dem österreichischen Kaiser Franz Josef I. verheiratet, eine andere Schwester, Marie, mit dem König Franz II. beider Sizilien, die jüngste, Sophie, mit dem französischen Herzog Ferdinand von Alencon.
Mit 14 Jahren trat er in die Bayerische Armee ein und wurde schließlich General der Kavallerie. Er nahm 1870/71 im Stab des sächsischen Herzogs am Deutsch-Französischen Krieg teil. Nach seinem Ausscheiden aus dem aktiven Dienst entschied er sich für ein Studium an der Ludwig-Maximilians-Universität, zunächst in den Fächern Philosophie, Jura und Nationalökonomie, und schließlich im Fach Medizin, das er 1880 mit dem Staatsexamen und anschließender Promotion zum Dr. med. abschloss. Anschließend hospitierte er um 1882 bei Arlt in Wien und bei Horner in Zürich. Fünfzehn Jahre lang praktizierte er abwechselnd in München, im Distriktkrankenhaus Tegernsee und in Meran.
1875 wurde er zum Ehrenmitglied der Bayerischen Akademie der Wissenschaften ernannt. 1895 erwarb er zusammen mit seiner zweiten Frau Marie José ein Grundstück in der Nymphenburger Straße und gründete die private Augenklinik Herzog Carl Theodor in München. In den ersten vierzehn Jahren des Bestehens der Klinik führte er mehr als 5000 Staroperationen durch und beriet und behandelte weitere Augenkranke.
Mit dem Tode des Vaters 1888 wurde Carl Theodor Chef des Hauses der Herzöge in Bayern, da der ältere Bruder Ludwig Wilhelm auf sein Erstgeborenenrecht verzichtet hatte.
Herzog Carl Theodor wurde in der 1895  von ihm angelegten herzoglichen Familiengruft unter dem Altarraum der Tegernseer Kirche St. Quirin bestattet. Seine Witwe überführte die Klinik 1917 in eine Stiftung, ärztlicher Leiter wurde der bisherige Assistent von Herzog Carl Theodor, Heinrich Zenker. Sein Sohn Ludwig Wilhelm in Bayern folgte ihm als Chef des Hauses der Herzöge in Bayern.

## Familie

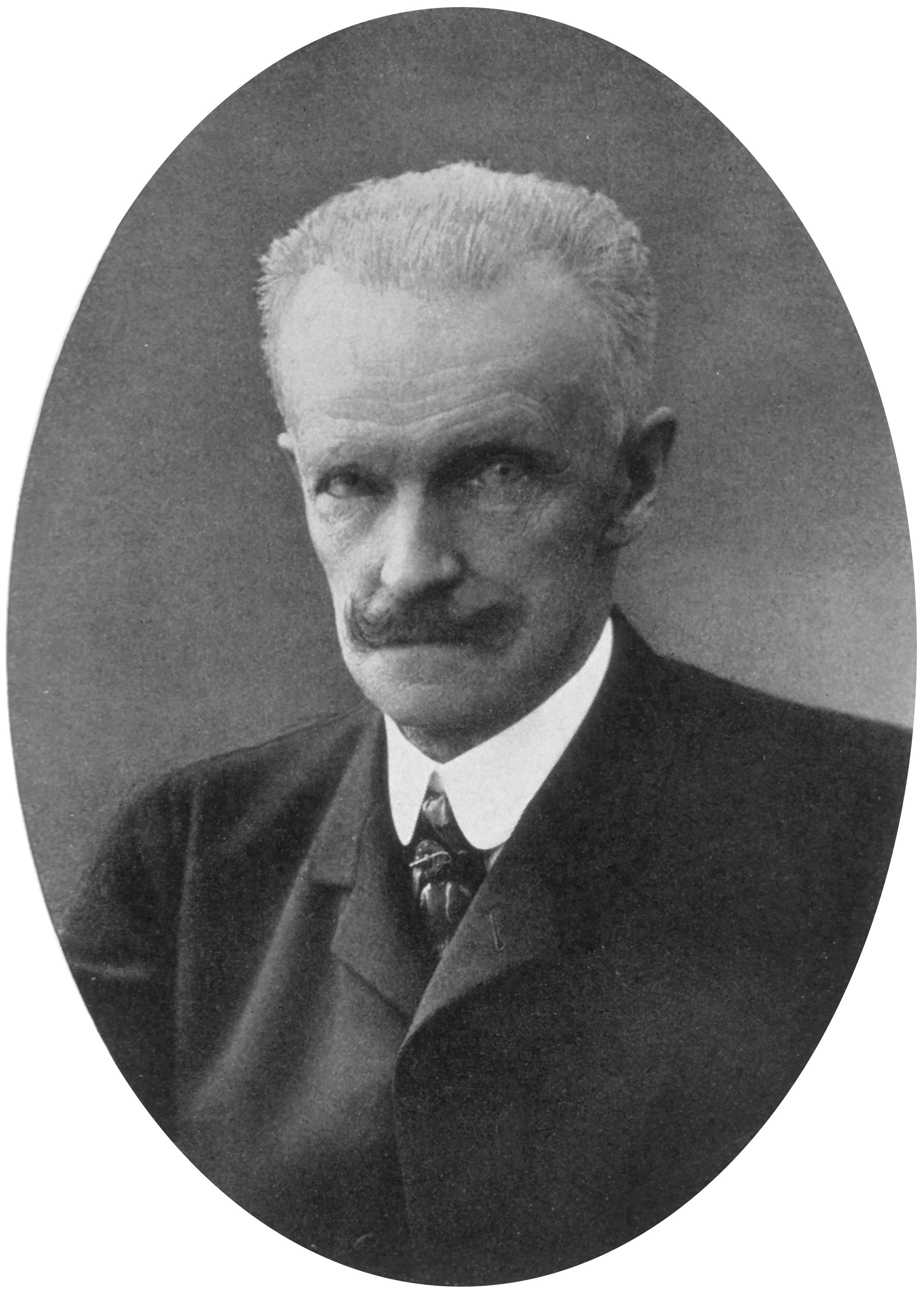
Herzog Carl Theodor in Bayern

In erster Ehe war Herzog Carl Theodor mit seiner Cousine 1. und 3. Grades Prinzessin Sophie von Sachsen (1845–1867), Tochter von König Johann I. von Sachsen, verheiratet. Aus der Ehe ging eine Tochter hervor:
- Amalie „Amélie“ Maria (1865–1912) ⚭ 1892 Herzog Wilhelm von Urach

In zweiter Ehe heiratete er 1874 die Infantin Marie José von Portugal (1857–1943), Tochter von König Michael I. von Portugal. Aus dieser Ehe gingen fünf Kinder hervor:
- Sophie Adelheid (1875–1957) ⚭ 1898 Graf Hans Veit zu Toerring-Jettenbach
- Elisabeth Gabriele (1876–1965) ⚭ 1900 König Albert I. von Belgien
- Marie Gabrielle (1878–1912) ⚭ 1900 Kronprinz Rupprecht von Bayern
- Ludwig Wilhelm (1884–1968) ⚭ 1917 Prinzessin Eleonore zu Sayn-Wittgenstein-Berleburg
- Franz Joseph (1888–1912)

## Ehrungen und Auszeichnungen
- 1875 wurde Carl Theodor in Bayern zum Ehrenmitglied der Bayerischen Akademie der Wissenschaften ernannt
- 1886 Mitglied der Leopoldina
- 1892 wurde ihm das Großkreuz des Ordens der Württembergischen Krone verliehen.[3]
- 1892 wurde die Karl-Theodor-Straße in München nach ihm benannt.[4]
- 1900 wurde ihm zur Hochzeit seiner Tochter Prinzessin Elisabeth das Grand-Cordon des Leopoldsordens verliehen.
- 1909 verlieh ihm die Stadt München die Ehrenbürgerwürde.

Seit 1895 war Herzog Carl Theodor namensgebender Regimentsinhaber des Königlich Bayerischen 3. Chevaulegers-Regiments „Herzog Karl Theodor“. Das Regiment behielt diesen Namen auch nach seinem Tod 1909 bis zur Auflösung 1919.

## Film
- Sisis berühmte Geschwister. BR-Filmdokumentation von Bernhard Graf, 2016